# Hervormde kerk (Ammerzoden)
De hervormde kerk of ruïnekerk in het Nederlandse dorp Ammerzoden is een van de twee kerkgebouwen van de Hervormde Gemeente van Well en Ammerzoden. Het andere kerkgebouw staat in Well. Bijzonder aan het kerkgebouw in Ammerzoden is dat het grootste deel al sinds de 17e eeuw een ruïne is.

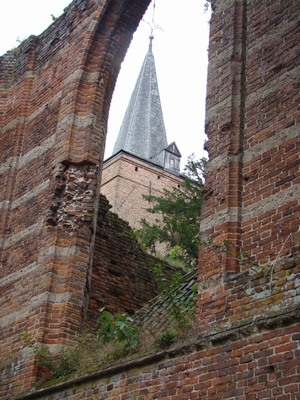

## Geschiedenis

### Beginperiode
De eerste kerk in de geschiedenis van Ammerzoden werd in de 13e eeuw gebouwd. Deze rooms-katholieke kerk van grote bakstenen bevond zich op de locatie van de huidige hervormde kerk, niet ver van het kasteel en op een wat hogere plek; handig bij overstromingen.
In de eerste helft van de 14e eeuw werd een nieuw priesterkoor gebouwd; dit bestaat nog steeds en is het oudste deel van de huidige kerk. Tevens bouwde men een toren. Tussen 1500 en 1547 is de rest van de kerk gebouwd en is de toren aangepast en verhoogd. In 1547 werd de klok in de toren gehangen.
De kerk was in deze katholieke periode toegewijd aan Maria, en werd Onze-Lieve-Vrouwekerk genoemd.

### Reformatie
Na de reformatie namen de weinige protestanten in Ammerzoden de kerk over. Het koor verbouwden zij in 1632 tot kerk; de rest verviel en tot op de dag van vandaag is het schip een ruïne. De slanke vensters van het schip werden dichtgemetseld.

### Legende van de Franse beschieting
Er gaat een legende dat de kerk door een beschieting door de Fransen tijdens de Hollandse Oorlog een ruïne is geworden. In het rampjaar (1672) werd Ammerzoden vanaf de overkant van de Maas belegerd door de troepen van Lodewijk XIV. De Franse legeraanvoerder Georges Duras zou het bevel hebben gekregen om het Kasteel Ammersoyen te beschieten. Hij wilde deze opdracht echter niet nakomen, omdat zijn vriendin op het kasteel zou logeren. Daarom beschoot hij 'per ongeluk' de kerk.
Deze legende klopt niet. Met de kanonnen van toen was het niet gemakkelijk om goed te mikken (de kerk ligt vlak bij het kasteel). Bovendien hebben de Fransen Ammerzoden destijds niet beschoten. Wel is het dorp gebrandschat. De legende is bedacht door de Engelsman John Box, die in 1868 Ammerzoden bezocht en de geschiedenis van het dorp bestudeerde.

### Moderne geschiedenis
Aan het einde van de Tweede Wereldoorlog lag Ammerzoden enkele maanden in de frontlinie. Het dorp werd grotendeels verwoest. Van de hervormde kerk werden de toren en het koor zwaar beschadigd. Met steun van de Hervormde Gemeente van Soest werden deze onderdelen na de oorlog gerestaureerd. Tevens kregen de vensters van het schip hun oude vorm terug. In 1950 werd de kerk heropend.
In 1992 vond een nieuwe restauratie plaats, omdat slijtage ernstig had toegeslagen.

## Gebruik
Het koor wordt gebruikt als kerk door de Nederlands Hervormde Gemeente van Ammerzoden-Well, voornamelijk bestaande uit mensen uit buurdorp Well.